# Gmina Hajmel
Gmina Hajmel (alb. Komuna Hajmel) – gmina w Albanii, położona w północno-zachodniej części kraju. Administracyjnie należy do okręgu Szkodra w obwodzie Szkodra. W skład gminy wchodzi pięć wsi: Dheu u Lehte, Hajmel, Nensha, Pacram, Pistulle.